# Bouthaina Shaaban
Bouthaina Shaaban, (en arabe : بثينة شعبان, également transcrit Bouthaina Chaabane) née en 1953 à Homs (Syrie), est une femme politique syrienne. Elle est ministre des Expatriés de 2003 à 2008 puis conseillère en politique et en communication du président Bachar el-Assad, régulièrement décrite comme chargée de la propagande du régime syrien, de 2008 à la chute du régime en décembre 2024. Elle est placée sous sanctions internationales.

## Biographie
Issue d'un modeste milieu paysan, elle est membre du Parti Baas depuis ses 16 ans. À 18 ans, elle obtient son baccalauréat dans la filière littéraire avec une très bonne moyenne, se classant première dans le gouvernorat de Homs et quatrième à l'échelle nationale. Après un premier cycle d'études en langue et littérature anglaises à l'université de Damas, elle poursuit son cursus universitaire au Royaume-Uni, où elle décroche un doctorat en littérature anglaise à l'université de Warwick. Entre 1985 et 2003, elle est professeur de poésie romantique au département d'anglais de l'université de Damas. Elle est mariée, mère de trois enfants (Nahid, Nazek et Ridha) et grand-mère d'un garçon (Nejm-eddin) et d'une fille (Bouthaina). 
Elle travaille d'abord comme interprète pour les présidents syriens Hafez al-Assad puis son fils Bachar. Sous le premier, elle est également conseillère du ministre des Affaires étrangères. En 2003, elle devient ministre des Expatriés, un nouveau poste créé pour faire revenir au pays les riches expatriés syriens installés à l'étranger, du moins leurs ressources. 
Elle acquiert une visibilité médiatique en 2005, après l'assassinat de l'ancien Premier ministre libanais Rafiq Hariri, répondant à la télévision aux soupçons concernant l'implication de la Syrie dans ce décès. Elle accuse pour sa part Israël et les États-Unis d'être impliqués.
En 2008, elle est nommée conseillère en politique et communication du président Bachar el-Assad, ou conseillère médiatique,. Cette ascension est en partie liée à son amitié depuis les années 1980 avec Bouchra al-Assad, respectivement fille et sœur des deux derniers présidents.
Elle est l'auteur de Both Right and Left Handed : Arab Women Talk About Their Lives (1988), un livre composé principalement d'entretiens avec des femmes syriennes, libanaises, palestiniens et algériennes, où elles évoquent leur rôle dans la société et comment elles envisagent leur avenir. 
En août 2011, les États-Unis la sanctionnent conjointement avec d'autres responsables syriens, en réponse à la répression du régime contre les manifestants anti-gouvernementaux,. Elle est également sous sanctions de l'Union européenne. 
Lors de la chute du régime le 7 décembre 2024, Bachar el-Assad ne la prévient pas de sa fuite précipitée. Elle-même a quitté la Syrie pour le Liban directement après, et se serait ensuite enfuie à Abou Dhabi. 

## Critiques: propagandiste du régime
Son poste de conseillère en communication lui vaut parfois le qualificatif de « perroquet de Bachar », ou encore de propagandiste du régime, pour lequel elle mentirait, notamment afin de contrôler la couverture médiatique et de cacher la répression sanglante des manifestations, dès 2011, ou les crimes imputés au régime, comme l'attaque chimique de la Ghouta,,,,,. Selon Wladimir Glasman, son rôle, pour les Syriens est « d'apaiser et rassurer l'opinion publique internationale sur les bonnes dispositions du chef de l’État », et ses annonces sont parfois contredites par Bachar el-Assad. 
Elle impute le soulèvement populaire syrien de 2011 à un complot des pays occidentaux contre la laïcité dans le monde arabe. 
Le département d’État américain affirme qu'elle « œuvre depuis des années comme propagandiste politique du régime Assad. [...] Elle essaye vainement de couvrir la répression du peuple syrien par le régime et de masquer sa sauvagerie, mais le monde n’est pas dupe de ses mensonges ».

Sous la plume de Dennis Ross, cette perception était différente en 2005 :
« Elle a écrit des livres sur le rôle des femmes dans les sociétés islamiques. Elle est très critique envers les régimes islamiques qui répriment les femmes. [...] J'ai aimé Bouthaina et j'ai eu des conversations parallèles avec elle. Elle est très intelligente, facile à converser et a toujours professé son engagement et son désir de paix. Mais je ne me faisais aucune illusion sur elle : ses loyautés étaient envers son régime et son chef ». 
En 2020, elle affirme que la situation économique syrienne est 50 fois meilleure qu'en 2011, malgré une crise sans précédent, ses propos sont contredits .  

## Décoration
En 2005, elle reçoit le prix de la femme avec le plus haut poste gouvernemental par la Ligue arabe.